# استودیوهای فاکس قرن بیستم
استودیوهای فاکس قرن بیستم (انگلیسی: 20th Century Studios Home Entertainment) شرکت رسانه‌ای آمریکایی است، که در سال ۱۹۷۶ تأسیس شد.